# Nakfa
La nakfa és la unitat monetària d'Eritrea. El codi ISO 4217 és ERN i s'acostuma a abreujar Nfa. Se subdivideix en 100 cèntims.
La moneda es diu així en honor de la ciutat de Nakfa, al nord d'Eritrea, que va servir de base per al Front d'Alliberament del Poble Eritreu durant la guerra d'independència i va esdevenir el símbol de la resistència eritrea. Es va adoptar el 1997 en substitució del Birr etíop en termes paritaris (1=1). Emesa pel Banc d'Eritrea, en circulen monedes d'1, 5, 10, 25, 50 i 100 cèntims, i bitllets d'1, 5, 10, 20, 50 i 100 nakfes. És curiós constatar que la moneda d'1 nakfa té la denominació de "100 cèntims".

## Taxes de canvi
- 1 EUR = 18,951 ERN (15 de juny del 2006)
- 1 USD = 15 ERN (canvi fix des de l'1 de gener del 2005)